# Nephrotoma chalybea
Nephrotoma chalybea is een tweevleugelige uit de familie langpootmuggen (Tipulidae). De soort komt voor in het Afrotropisch gebied.